# Plymouth Township (Michigan)
Plymouth Township je obec s charakteristikou Charter Township v okrese Wayne v Michiganu v USA. Je součásti metropolitní oblasti Velkého Detroitu. Uvnitř obce se nachází stejnojmenné město. V roce 2010 měla 27 524 obyvatel. Město i obec obhospodařuje poštovní úřad se ZIP kódem 48170.